# Prana
Prāna (em sânscrito:प्राण, sopro de vida) é, segundo os Upanishad, antigas escrituras indianas, a energia vital universal que permeia o cosmo, absorvida pelos seres vivos através do ar que respiram. O segundo dos corpos energéticos ou Koshas.
Na filosofia vedanta , prana é a noção da força de sustentação dos seres vivos, a energia vital, originando a noção chinesa de Qi. Prana é um conceito central na Ayurveda e Yoga, onde acredita-se fluir através de uma rede de finos canais sutis chamados nadis. Prana foi exposta no Upanishads, onde é parte do reino mundano, físico, sustentando o corpo e a mãe de pensamento e, portanto, também da mente. Prana permeia todas as formas de vida, mas não é em si o Atman alma ou individual.
No filosofia hindu de Caxemira Shaivism, o prana é considerada como um aspecto da Shakti (energia cósmica). [carece de fontes?]

## Nadis
Em Yoga, os três principais canais de prana são a Ida, o Pingala e Sushumna. Ida diz respeito ao lado direito do cérebro, e ao lado esquerdo do corpo, que terminam na narina esquerda e pingala para o lado esquerdo do cérebro e do lado direito do corpo, que terminam na narina direita. Em algumas práticas, a respiração narina alternativo equilibra a prana que flui dentro do corpo. Em textos mais antigos, o número total de nadis no corpo humano é indicado para ser 72.000.

## Pranas
Em Ayurveda, o prana é ainda classificado em subcategorias, denominadas prana vayus. Segundo a filosofia hindu estes são os princípios vitais da base  energia e faculdades sutis de um indivíduo que sustentam os processos fisiológicos. Há cinco pranas nas correntes vitais do sistema hindu:
| Prana  | Responsabilidade |
| ------ | --- |
| Prana  | Batimento cardíaco e respiração. Prana entra no corpo através da respiração e é enviado para todos as células através do sistema circulatório. |
| Apana  | Eliminação de resíduos de produtos a partir do corpo através dos pulmões e sistemas excretores |
| Udana  | Produção de som através do aparelho vocal, como na fala, cantando, rindo e chorando. Também representa a energia consciente necessária para produzir o vocal sons correspondentes à intenção de o ser. Daí Samyama em udana dá os centros superiores de controle total sobre o corpo.                                                                                                 |
| Samaná | Digestão de alimentos e metabolismo celular ( ou seja, reparação e fabricação de novas células e crescimento). Samaná também inclui a regulação dos processos térmicos do corpo. Auras [] são projeções dessa corrente. Por práticas de meditação pode-se ver auras de luz em torno de cada ser. Yogis que fazem práticas em samaná podem produzir uma aura resplandecente à vontade. |
| Vyana  | A expansão e processos de contração do corpo, por exemplo o sistema muscular voluntário. |

## Upa-Pranas
Em Yoga o Prana é classificada em subcategoria Upa-prana com seguintes itens:
| Upa-Prana  | Responsabilidade                            |
| ---------- | ------------------------------------------- |
| Naga       | Arrotos                                     |
| Kurma      | Piscar                                      |
| Devadatta  | Bocejando                                   |
| Krikala    | Espirros                                    |
| Dhananjaya | Abertura e fechamento de válvulas cardíacas |

## Pranayama
Pranayama é a prática em que o controle do prana é conseguido (inicialmente) a partir do controle de sua respiração. Segundo a filosofia yogue da respiração, ou ar, é apenas uma porta de entrada para o mundo do prana e sua manifestação no corpo. [carece de fontes?] Na ioga, técnicas de pranayama são usados para controlar o movimento destes energias vitais dentro do corpo, o que é dito conduzir a um aumento da vitalidade do praticante.[carece de fontes?] No entanto, a prática intensiva destas técnicas não é trivial. descreve situações em que técnicas de pranayama intensiva podem ter efeitos adversos sobre certos profissionais. De acordo com kundalini yoga, prática intensiva e sistemática de pranayama pode levar ao despertar da kundalini.[carece de fontes?]